# Distrito de Sierre
El distrito de Sierre (en alemán Bezirk Siders) es uno de los catorce distritos del cantón del Valais, Suiza, situado en el centro del cantón. La capital distrital es la ciudad de Sierre.

## Geografía
El distrito se encuentra en la frontera entre las regiones del Bajo Valais (Unterwallis/Bas-Valais) y el Alto Valais (Oberwallis/Haut-Valais), las cuales marcan el límite lingüístico entre el idioma francés y el alemán, que también es llamado Röstigraben. Limita al nordeste con el distrito de Obersimmental (BE), al este con el de Leuk, al sur con el de Visp, al suroeste y este con el de Hérens, y al oeste con el de Sion.

### Notas

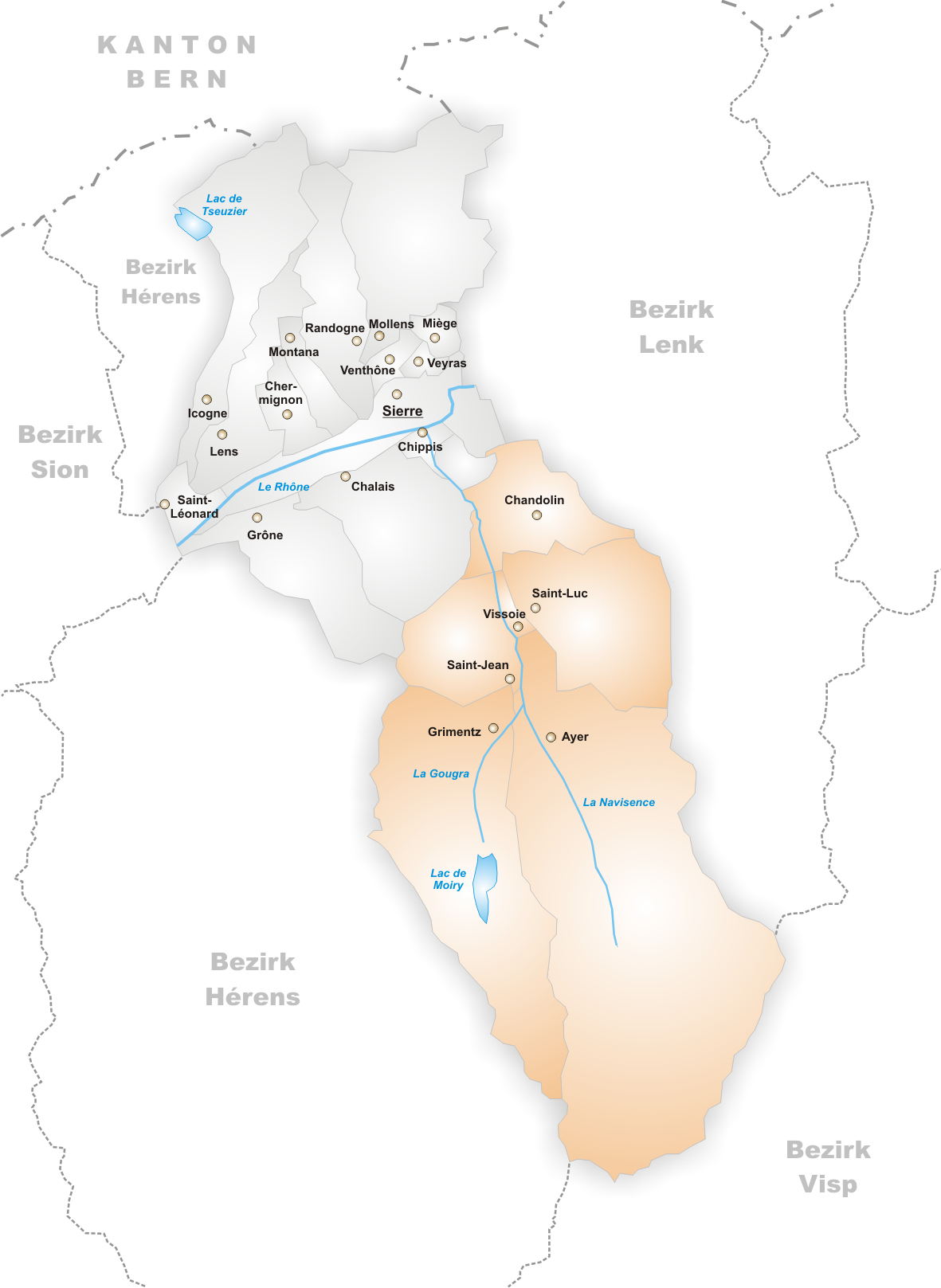
Comunas del distrito de Sierre

## Comunas
| Distrito de Sierre | Distrito de Sierre     | Distrito de Sierre |
| Comunas            | Población (31.12.2008) | Superficie km²     |
| ------------------ | ---------------------- | ------------------ |
| Anniviers1         | 2481                   | 243.1              |
| Chalais            | 3087                   | 24.5               |
| Chermignon         | 2904                   | 5.4                |
| Chippis            | 1578                   | 2.0                |
| Grône              | 2136                   | 21.1               |
| Icogne             | 511                    | 25.0               |
| Lens               | 3722                   | 13.9               |
| Miège              | 1152                   | 2.5                |
| Mollens            | 866                    | 11.1               |
| Montana            | 2280                   | 4.9                |
| Randogne           | 4110                   | 16.8               |
| Saint-Léonard      | 2064                   | 3.9                |
| Sierre             | 15 574                 | 19.2               |
| Venthône           | 1154                   | 2.5                |
| Veyras             | 1676                   | 1.1                |
| Total (15)         | 45 295                 | 397.0              |